# Cerro Catedral (Argentina)
Il Cerro Catedral (Collina Cattedrale) è una montagna situata nelle vicinanze di San Carlos de Bariloche nel Parco nazionale Nahuel Huapi, in Patagonia, Argentina. 
Sulle sue pendici si trova una delle principali stazioni sciistiche dell'America meridionale con oltre 40 chilometri di piste e impianti di risalita con una capacità di 22.000 utenti all'ora.